# HD26455
HD26455 є хімічно пекулярною зорею спектрального класу
F4 й має видиму зоряну величину в смузі V приблизно  9,5.